# Spyros Natsos
Spyros Natsos (in greco Σπύρος Νάτσος?; Prevesa, 9 giugno 1998) è un calciatore greco, centrocampista dell'Ellas Syrou.

## Caratteristiche tecniche
È un terzino destro, che però può giocare anche davanti alla difesa come mediano

## Carriera

### Club
Cresciuto nel settore giovanile dell'Atromītos, ha esordito in prima squadra il 1º dicembre 2016 disputando l'incontro di Kypello Ellados perso 1-0 contro il Kallithea.
Il 25 agosto 2019 ha trovato la prima rete in carriera aprendo le marcature nell'incontro pareggiato 1-1 contro il Larissa.

### Nazionale
Ha giocato nelle nazionali giovanili greche Under-17, Under-19 ed Under-21.

## Palmarès

### Club

#### Competizioni nazionali
- Souper Ligka Ellada 2: 1

Panserraïkos: 2022-2023